# Peter-John Vettese
Peter-John Vettese (* 15. srpna 1956 Skotsko) je britský klávesista, skladatel a producent.
Vettese začal s hudbou lekcemi na piano ve čtyřech letech. V devíti začal hrát na veřejnosti se skupinou svého otce. V sedmnácti se dal k jednomu z největších britských big bandů, ale byl vyhozen, protože v čase určeném pro tento orchestr, vystupoval se svou vlastní skupinou. Sestavil pak jazzovou skupinu Solaris s kytaristou Jimem Condiem a podnikli turné po Skotsku a Spojených státech. Hrál po hospodách a klubech ve Skotsku, když uviděl inzerát v Melody Makeru, kterým někdo hledal klávesistu, později vyšlo najevo, že to je skupina Jethro Tull.
Vettese se přidal k Jethro Tull v roce 1982 kdy se nahrávalo jejich album Broadsword and the Beast, se skupinou pak taky pár let jezdil po koncertech a objevil se na albu Live at Hammersmith '84. Vettese měl významný podíl na elektronickém albu Tull Under Wraps (1984), zúčastnil se s nimi znovu turné v roce 1986 a nahrával jako hostující hudebník na albu Rock Island (1989).
Vettese též v roce 1983 spolupracoval na sólovém albu frontmana J. Tull Iana Adersona Walk Into Light. Vettese napsal polovinu písniček na tomto albu, které se též stalo pozoruhodným pro jeho inovativní hru na elektronické klávesy.
Vettese pak začal nezávislou kariéru jako skladatel, aranžér a producent. V 80. letech spolupracoval se širokou škálou umělců včetně Frankie Goes to Hollywood, Go West, Pet Shop Boys, Bee Gees, Cher, Foreigner, Carly Simon a Clannad. Dále spolupracoval se Simple Minds, Annie Lennox (jeho aranžmá písničky Walking On Broken Glass vyhrálo cenu Grammy), Zucchero, Peter Cox, Heather Small, Dido, Sophie B. Hawkins, Beverley Knight, Gary Barlow, Mark Owen, Geri Halliwell, Melanie C, Nate James a Alex Parks.
Vettese má v současné době podepsánu smlouvu s EMI a má své vlastní nahrávací studio v Londýně, kde též píše hudbu pro filmy.